# 楔尾草鹀属
楔尾草鹀属是唐纳雀科下的一个属。

## 分類學
楔尾草鵐屬是屬於唐納雀科下其中一個屬，於1822年由荷蘭動物學家康拉德·雅各·特明克建立。後來，英國動物學家喬治·羅伯特·格雷將其指定為楔尾草雀的模式種。屬名是一個合成詞，由1758年由卡爾·林奈引入的鵐屬（Emberiza）與古希臘語的詞綴（意為“類似”）結合而成。
在過去，這個屬被歸類於鵐科下的鵐亞科內，與鵐屬和雀鹀科成員同屬一個分類單元下。然而，於2014年發表的分子親緣研究發現楔尾草鵐屬實際上屬於唐納雀科的一部分，並與南美草鹀属和黑裝臉雀屬（即花脸雀）一同歸入楔尾草鵐亞科（Emberizoidinae）下。

## 下属物种
本属包括以下物种：
- 杜伊達草鵐 Emberizoides duidae Chapman, 1929
- 楔尾草鵐 Emberizoides herbicola (Vieillot, 1817)
- 小擬草鵐 Emberizoides ypiranganus Ihering, HFA & Ihering, R, 1907